# Литвинов Борис Митрофанович
Бори́с Митрофа́нович Литви́нов (31 серпня 1921 — 18 липня 2011) — український ентомолог та педагог. Автор ґрунтовних досліджень із захисту рослин. Доктор біологічних наук, професор.

## Життєпис
Борис Митрофанович народився у 1921 році у селі Засосна, нині Красногвардєйського району на Бєлгородщині (Росія) в родині службовця. Він закінчив з відзнакою десятирічку й був мобілізований до лав Червоної армії. 18-річним юнаком він став учасником Радянсько-фінської війни, а потім — Другої світової. Він брав участь у обороні Ленінграда. Ось лише один епізод його фронтової біографії:
 «13.1.43 г. після виконання завдання, повертаючись з лівого берега р. Нева, т. Літвінов побачив важкопораненого зв'язківця, який ніс бойовий наказ командиру 131 гксп. Із власної ініціативи [т. Литвинов] узявся доставити бойовий наказ. По розбитому дзеркалу Нєви в період сильного арт. мін. вогню супротивника, двічі попадав у ополонки, мокрий, у 20-градусний мороз доставив бойовий наказ в строк»
Маючи за плечима 1-й курс Воронізького сільгоспінституту (1939), він переводиться до Харківського сільгоспінститут ім. В. В. Докучаєва и переїжджає жити до Харкова. Одержавши диплом вченого агронома-селекціонера (1951), Борис Митрофанович працює спочатку заступником начальника об'єкта Мінпродрезервів у Вітебську (Білорусь), а потім — молодшим науковим співробітником на дослідно-селекційній станції у Рамоні (Воронізька область).
З 1953 по 1956 роки був аспірантом кафедри зоології та ентомології.
У 1957 році захистив кандидатську дисертацію на тему «Главнейшие вредители яблони в Лесостепи Харьковской области и борьба с ними на примере колхоза имени И. В. Мичурина». 
З 1962 по 1967 роки працював доцентом кафедри.
У 1969 році захистив докторську дисертацію на тему «Главнейшие вредители яблони в Харьковской области и бороба с ними».
У 1971 роцІ Борису Митрофановичу присвоєно звання професора.
З 1971 по 1991 роки очолював кафедру зоології та ентомології Харківського національного аграрного університету ім. В. В. Докучаєва.
З 1992 по 2002 роки був професором кафедри зоології та ентомології Харківського національного аграрного університету ім. В. В. Докучаєва.
Два десятиліття він обіймав цю посаду, а потім до 2003 року працював професором кафедри.
18 липня 2011 року Борис Митрофанович Литвинов помер.

## Науково-дослідна робота
Переважна більшість робіт Б. М. Литвинова, включаючи обидві дисертації, присвячена вивченню популяцій головних шкідників плодових культур та розробці екологічно обґрунтованих систем захисту цих рослин. Базуючись на своїх 15-річних дослідженнях агроценозів, він розробив особливу тактику знищувальних заходів для регуляції чисельності шкідників і хвороб і доведення її до економічно невідчутних величин. Його система захисту рослин ґрунтувалася на застосуванні не лише хімічних, але й біологічних і мікробіологічних методів. По суті це означало перехід до інтегрованого захисту.
Чимало зробив Борис Митрофанович для організації наукових досліджень. Під його керівництвом підготовлено 23 кандидати та двоє докторів наук. Протягом 20 років Борис Митрофанович успішно очолював студентське наукове товариство ХНАУ, 11 років — Харківське відділення Українського ентомологічного товариства, п'ять років — спеціалізовану вчену раду із захисту докторських та кандидатських дисертацій, 15 років — господарсько-договірну тематичну роботу із впровадження наукових розробок у виробництво. Багато років він був відповідальним редактором збірників наукових праць факультету захисту.
Як автор або співавтор він підготував 88 наукових і 58 — науково-виробничих праць, мав три авторських свідоцтва на винаходи, 13 раціоналізаторських пропозицій.

## Науково-педагогічна діяльність
Півстоліття свого життя Б. М. Литвинов віддав науково-педагогічній праці. Він читав лекції з навчальних курсів зоології, загальної та сільськогосподарської ентомології, карантину рослин.
Обіймаючи тривалий час посаду завідувача кафедри, він чимало зробив для удосконалення навчального процесу. Вчений керував і брав особисту участь у створенні численних наочних навчальних посібників для підготовки й контролю знань студентів. Борис Митрофанович є автором, співавтором, а часом і редактором 38 навчально-методичних публікацій.
Під керівництвом професора Литвинова Б. М. створено наукову школу «Екологічно орієнтована система захисту плодових культур від шкідників». Його учні та послідовники продовжують дослідження щодо вдосконалення екологічно орієнтованого захисту плодових культур від шкідливих комах. Велику увагу Борис Митрофанович приділяв удосконаленню навчального процесу. Під керівництвом ученого і за його активної участі створено низку унікальних наочних навчальних посібників для підготовки, контролю і самоконтролю знань студентів зі спеціальних дисциплін: зоології, загальної і сільськогосподарської ентомології. У різні роки професор Б. М. Литвинов читав лекційні курси: «Зоологія», «Загальна ентомологія», «Сільськогосподарська ентомологія», «Карантин рослин» та ін. 
Очолювана ним кафедра дала путівку в професійне життя незчисленній армії фахівців, які зараз працюють по всій Україні та за її межами. Його праця відзначена 15 почесними грамотами, званнями відмінника вищої школи СРСР та України.

## Увічнення пам'яті
До 90-річчя з дня народження доктора біологічних наук, професора Б. М. Литвинова 29–30 вересня 2011 р. у Харківському національному аграрному університеті ім. В. В. Докучаєва проведено Міжнародну науково-практичну конференцію «Біологічне різноманіття екосистем і сучасна стратегія захисту рослин».
Кафедра зоології та ентомології Харківського національного аграрного університету ім. В. В. Докучаєва носить ім'я Бориса Митрофановича Литвинова .
Згодом після утворення Державного біотехнологічного університету ім'я Бориса Митрофановича присвоєно кафедрі зоології, ентомології, фітопатології, інтегрованого захисту і карантину рослин.

## Основні праці
- Перу вченого належить близько 280 праць, у тому числі три підручники і чотири навчальних посібники з сільськогосподарської та лісової ентомології. Є автором трьох свідоцтв і 13 раціоналізаторських пропозицій.
- Яблонная плодожорка и борьба с ней в Лесостепи Харьковской области. Тр. Харьков. с.-х. ин-та. 1962. Т. 36 (соавтор).
- Фенологический календарь работ в плодовых садах: календарь. 2-е изд. Харьков: Прапор, 1964. 43 с.(соавтор).
- Фенологический календарь работ в саду: календарь. М.: Колос, 1965. 96 с. (соавтор).
- Сельскохозяйственная энтомология: учебное пособие. М.: Колос, 1976. 448 с. (соавтор)
- Сезонные работы в саду: Справочное пособие. М.: Агропромиздат, 1977. 76 с.; 1987. 160 с. (соавтор).
- Справочник по защите растений: довідкове видання. Харьков: Прапор, 1989. 217 с.(співавтор).
- Сельскохозяйственная энтомология: Учебное пособие. Харьков, [б. и.], 1997. 204 с. (соавтор).
- Сільськогосподарська ентомологія. Назви основних шкідників сільськогосподарських культур і лісових насаджень: Навчальний посібник. Харків, 2007. 77 с.; 2010. 126 с. (співавтор).
- Сільськогосподарська ентомологія: Підручник. Київ: Вища освіта, 2005. 511 с. (співавтор).
- Шкідники лісових насаджень: Навчальний посібник. Харків: [б. в.], 2008. 119 с. (співавтор).
- Практикум з сільськогосподарської ентомології. Київ: Аграрна освіта, 2009. 301 с. (співавтор).

## Відзнаки та нагороди
- Орден Червоної зірки;
- Орден Вітчизняної війни ІІ ступеня;
- медаль «За бойові заслуги»;
- медаль «За відвагу»;
- медаль «За оборону Ленінграда»;
- медаль «За перемогу над Німеччиною»;
- знак «За відмінні успіхи вищої освіти СРСР»;
- Почесна грамота Міністерства освіти України.